# Біловський район (Курська область)
Біло́вський райо́н — адміністративно-територіальна одиниця і муніципальне утворення в Курській області Росії.
Адміністративний центр — слобода Біла.
Знаходиться на теренах регіону Східна Слобожанщина.

## Географія
Територія району 950 кв.км (3,2 % Курської області). Біловський район розташований у південно-західній частині Курської області, утворений у 1965 році. Район чорноземний і є постачальником сільськогосподарської продукції.
Довжина району з півночі на південь — 40 км, із заходу на схід — 38 км.
Район має внутрішні кордони із Суджанським, Большесолдатським, Обоянським районами, Бєлгородською областю Росії та Сумською областю України.
Основні річки — Псел, Ілек.